# Vanakubja
Vanakubja (Duits: Wanakubja) is een plaats in de Estlandse gemeente Saaremaa, provincie Saaremaa. De plaats heeft de status van dorp (Estisch: küla) en telt 28 inwoners (2021).
Tot in oktober 2017 lag Vanakubja in de gemeente Mustjala. In die maand ging Mustjala op in de fusiegemeente Saaremaa.
Vanakubja ligt aan de Baai van Küdema (Estisch: Küdema laht) aan de noordkust van het eiland Saaremaa. De kuststrook van het dorp ligt in het beschermde natuurgebied Küdema lahe hoiuala.

## Geschiedenis
Vanakubja werd voor het eerst genoemd in 1798 onder de naam Wannakubja. De nederzetting lag op grond die toebehoorde aan de kerk van Sint Anna in Mustjala. Omdat de grond van de kerk was, werd het dorp ook wel Mustjala-Kirikuküla (‘Mustjala-kerkdorp’) genoemd.
Tussen 1977 en 1997 maakte Vanakubja deel uit van de plaats Mustjala.